# Doktor Nicolaes Tulps anatomilektion
Doktor Nicolaes Tulps anatomilektion (nederländska: De anatomische les van Dr. Nicolaes Tulp) är en oljemålning av den nederländske konstnären Rembrandt van Rijn. Den målades 1632 och ingår i Mauritshuis samlingar i Haag sedan 1828. 
Målningen är ett grupporträtt och beställdes av kirurgernas gille i Amsterdam. Den kännetecknas av krass naturalism. De olika läkarna hade betalt för att bli avmålade, allra mest sannolikt doktor Nicolaes Tulp (1593–1674) själv som avporträtteras i svart hatt. Han är inför sina nyfikna åhörare i färd med att demonstrera hur den muskel fungerar som han just frilagt vid obduktionen av kroppen framför sig. Publika anatomilektioner förekom på 1600-talet i så kallade anatomiska teatrar. Kroppen tillhör Aris Kindt, en brottsling, som tidigare samma dag hade avrättats för väpnat rån.
Rembrandt var ung vid tavlans tillkomst, 26 år, och nyligen ankommen till Amsterdam. Hans stjärna var i stigande och det här var en av hans första målningar som han signerade Rembrandt. Detta var ett tecken på ökat självförtroende; dessförinnan hade han signerat sina verk RHL, en förkortning för Rembrandt Harmenszoon från Leiden. 